# Caradog ap Meirion

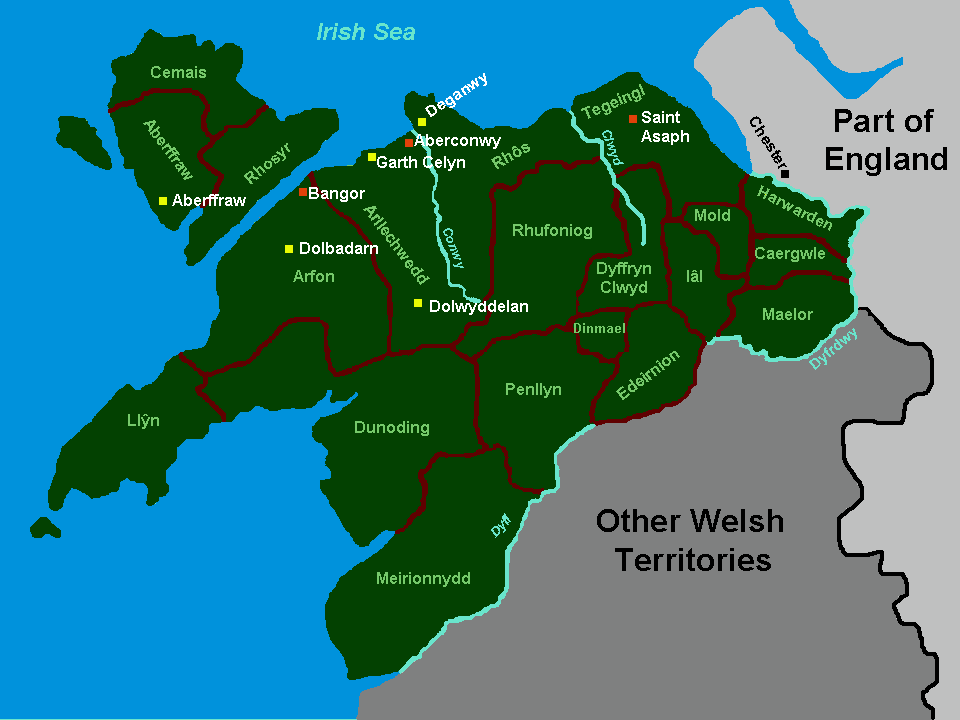
Un mapa general de Gwynedd mostrando los cantrefi.

Caradog ap Meirion fue rey de Gwynedd, fallecido en 798.
Esta era en la historia de Gwynedd no fue notable y, dada la carencia de información fiable, los estudios serios disponibles, como los de Davies no mencionan a Caradog o (como los de Lloyd) mencionan su nombre sólo en un pie de página citando el año de su muerte en los Annales Cambriae.
Se supone que Caradog ascendió al trono a la muerte de Rhodri Molwynog, que la reconstrucción de los Anales de Gales realizada por Phillimore data en. Aun así,  hay no otra base para esa fecha. Las únicas referencias históricas a Caradog son la aparición de su nombre en las genealogías del Jesus College MS 20, y la entrada de su muerte en los Annales Cambriae (Phillimore año 798), señalando que fue asesinado (lit. "cortada la garganta") por los sajones (probablemente los Mercianos).
Fue durante el reinado de Caradog que la iglesia galesa adoptó el método católico de calcular las fechas de la Pascua gracias a los esfuerzos del Obispo Elfodd en 768, consiguiendo zanjar una cuestión eclesiástica que venía de muy atrás. En 796, tuvo lugar una batalla en los pantanos de Rhuddlan pero desconocemos comabatientes y resultados. Según Brut Aberpergwm, un supuesto texto galés medieval qué estuvo aceptado como tal por los editores del Myvyrian Archaiology (pero que ahora sabemos fue una falsificación de Iolo Morganwg), Caradog murió en esa batalla en 796. Thomas Stephens fue el primero en dudar de la autenticidad del texto.
La línea del Jesus College MS 20 afirma que Hywel (reinado 816 – 825) era hijo de Caradog, mientras que otros trabajos históricos afirman que era hijo de Rhodri Molwynog y hermano de sucesor Cynan (reinado 798 – 816)..